# The King of Fighters XII
The King of Fighters XII (ザ・キング・オブ・ファイターズ　トゥエルブ?) är ett fightingspel utvecklat av SNK Playmore, och utgivet 2009 som arkadspel och konsolspel. Spelet är det tolfte i serien The King of Fighters.

## Handling
Spelet släpptes i samband med seriens 15-årsjubileum, och innehåller totalt 22 slagskämpar, av vilka två endast finns i hemkonsol-varianterna. Man slåss i de tremannalag som kännetecknar spelserien.

### Fotnoter
1. ↑  ”The King of Fighters XII” (på engelska). The King Of Fighters Official Website. 12 mars 2009. http://kofaniv.snkplaymore.co.jp/english/history/history.php?num=kofxii. Läst 21 maj 2015.
2. ↑  Hirohiko Niizumi (18 september 2009). ”King of Fighters XII knuckles up next year” (på engelska). Gamespot. http://www.gamespot.com/news/6197909.html. Läst 22 maj 2015.
3. ↑  Brendan Sinclair (3 mars 2009). ”King of Fighters XII Crowned on PS3, 360 in July” (på engelska). Gamespot. http://www.gamespot.com/news/6205542.html?tag=result;title;0. Läst 21 maj 2015.
4. ↑  ”The King of Fighters XII” (på engelska). Mobygames. 12 mars 2009. http://www.mobygames.com/game/king-of-fighters-xii. Läst 21 maj 2015.